# 陶廷威
陶廷威（1451年—？），字以重，直隸常州府江陰縣人，民籍，明朝政治人物。

## 生平
原名屈震，少年失祜，奉孀母於舅氏陶祺處。祺無子，即爲之後，而改姓。弘治二年（1489年），中式己酉科應天府鄉試第一百一十八名舉人。弘治六年（1493年）中式癸丑科會試第一百五十六名，二甲第六十一名進士。官南京戶部主事。。

## 家族
曾祖陶伯成；祖父陶文；父陶叔祺，母錢氏；繼母吳氏。严侍下。弟霖、唐民、贤珊。
本生兄屈霖，成化進士。